# Galearia
Galearia es un género perteneciente a la familia Pandaceae con seis especies de plantas nativas de Birmania, Malasia. 

## Especies
- Galearia aristifera Miq., Fl. Ned. Ind., Eerste Bijv.: 471 (1861).
- Galearia celebica Koord., Meded. Lands Plantentuin 19: 584, 626 (1898).
- Galearia filiformis (Blume) Boerl., Handl. Fl. Ned. Ind. 3: 282 (1890).
- Galearia fulva (Tul.) Miq., Fl. Ned. Ind. 1(2): 430 (1859).
- Galearia maingayi Hook.f., Fl. Brit. India 5: 377 (1887).
- Galearia stenophylla Merr., J. Straits Branch Roy. Asiat. Soc. 86: 320 (1922).

## Sinonimia
- Bennettia R.Br. in J.J.Bennett, Pl. Jav. Rar.: 249 (1838).
- Cremostachys Tul., Ann. Sci. Nat., Bot., III, 15: 259 (1851).[2]